# Rzędów (województwo opolskie)
Rzędów (do 2010 Rzędzów, dodatkowa nazwa niem. Friedrichsfelde) – wieś położona w województwie opolskim, w powiecie opolskim, w gminie Turawa.

## Nazwa
W alfabetycznym spisie miejscowości na terenie Śląska wydanym w 1830 roku we Wrocławiu przez Johanna Knie wieś występuje pod polską nazwą Rzendzow oraz nazwą niemiecką  Friedrichsfelde.